# Agriornis
Agriornis là một chi chim trong họ Tyrannidae.